# Marcela Virginia Rodríguez
Marcela Virginia Rodríguez (Buenos Aires, 23 de febrero de 1965) es una abogada y política argentina. Se desempeñó como diputada nacional por la provincia de Buenos Aires por tres mandatos consecutivos, de 2001 a 2013, y como vicepresidenta tercera de la Cámara de Diputados de la Nación Argentina entre 2007 y 2009.

## Biografía
Nacida en Buenos Aires en 1965, se graduó de abogada en la Facultad de Derecho de la Universidad de Buenos Aires. Obtuvo una maestría en derecho en la Universidad de Yale.
Fue investigadora del Banco Mundial y codirectora del Centro de la Mujer en la municipalidad del Partido de Vicente López (provincia de Buenos Aires).
En las elecciones legislativas de 2001, fue elegida diputada nacional en la lista de Argentinos por una República de Iguales (ARI) en la provincia de Buenos Aires. Fue reelegida en 2005 por la Coalición Cívica ARI (CC-ARI) y en 2009 por el Acuerdo Cívico y Social, concluyendo su mandato en 2013.
Fue secretaria de las comisiones de Juicio Político; de Peticiones, Poderes y Reglamento; y de Ciencia y Tecnología. También fue vocal en las comisiones de Asuntos Constitucionales; de Justicia; de Legislación General; de Legislación Penal; y de Familia, Mujer, Niñez y Adolescencia.
Entre 2002 y 2006 fue integrante del Consejo de la Magistratura de la Nación representando a la Cámara de Diputados. El 19 de diciembre de 2007 fue elegida vicepresidenta tercera de la Cámara de Diputados, siendo reelegida en diciembre de 2008.
En 2010 votó a favor del matrimonio entre personas del mismo sexo, en 2011 en contra de la Ley Nacional Antitabaco y luego a favor de la ley de identidad de género.
En agosto de 2011 abandonó la CC-ARI, apartándose del bloque del partido en la Cámara de Diputados y conformando un monobloque denominado «Democracia Igualitaria y Participativa» hasta finalizar su mandato.
En 2017 asumió como secretaria letrada de la Defensoría General de la Nación. Ha sido docente en la Universidad de Buenos Aires y en la Universidad de Palermo.